# نصرت‌الله مسلمیان
نصرت‌اله مسلمیان (زاده ۲۷ آبان ۱۳۳۰ شهر سلماس) از هنرمندان نوگرای نقاشی معاصر ایران است. آثار وی در نمایشگاه‌های زیادی از جمله برن، لندن، ژنو و موزه مریدین نیویورک به نمایش گذاشته شده‌است. از افتخارات او جایزه اول «بی‌ینال نقاشی پکن ۲۰۰۳» در سال ۱۳۸۲ و جایزه اول نمایشگاه نخستین دوسالانه بین‌المللی نقاشی جهان اسلام در سال ۱۳۷۹ است. مسلمیان عضو هیئت مؤسس و هیئت مدیره انجمن هنرمندان نقاش ایران بوده‌است.
او دربارهٔ آثارش می‌گوید:
دست یابی به فرمی شخصی همراه با نوعی کنش فکری نسبت به فرایند نقاشی همیشه از دل مشغولی‌های اصلی زندگی من بوده‌است. این فرم اگر چه می‌بایست از نظر بصری غنی باشد اما پیش از آن که به زیبایی تن بدهد باید میدان را برای تأمل باز بگذارد. نگاه انتقادی نسبت به فرایند درونی کردن مدرنیسم در جامعه و هنر خودمان و توجه به مهم‌ترین مولفهٔ مدرنیسم که در سوژهٔ مدرن تجلی پیدا می‌کند و سوژه مدرن در مفهوم فردیت که فرد را معنا گرا می‌کند مرا به دور شدن از تمرکز بر مفهوم هویت جمعی و نزدیک شدن به مفهوم هویت فردی نزدیک کرد. من همیشه مایل بودم که به فضایی برسم که بتواند دیالکتیک حیات را نشان دهد زیبایی و تراژدی همزمان. حضور عناصر تاریخی در برخی از کارهای من تنها به نیت هویت‌مند کردن اثر یا ایرانی کردن آن نبوده بلکه این‌ها پاره‌هایی از تاریخ هستند که در زندگی معاصر حضور دارند. حضوری که گاه آزارنده و نابهنگام است و بیشتر مانع جریان یافتن حیات معاصر می‌شود. تلاش کرده‌ام از خلال امکاناتی که رسانهٔ هنری‌ام به من می‌دهد گذشته و حال خود را در قالب فرمی متناسب با درک و احساسات شخصی بیان کنم.— مسلمیان، ماهنامهٔ دنیای سخن

## زندگی
نصرت اله مسلمیان در ۲۷ آبان ۱۳۳۰ در شهر سلماس در خانه‌ای قدیمی به دنیا آمد. در سال ۱۳۳۶ به همراه خانواده به تهران مهاجرت کرد و پس اتمام دوره دبیرستان در سال ۱۳۵۰ وارد دانشکده هنرهای زیبای تهران شد. در سال ۱۳۵۶ با فاطمه امدادیان، مجسمه‌ساز ازدواج کرد و حاصل این ازدواج دو دختر به نام‌های سحر و ماهنی شد. او در سال ۱۳۵۸ در دانشگاه تهران مشغول به تدریس هنر شد و در سال ۱۳۵۹ به عضویت هیئت علمی دانشکده هنرهای زیبا درآمد. بعد از انقلاب فرهنگی جزو اولین گروه از اساتیدی بود که اخراج شد. وی در سال ۱۳۶۲ خانه‌ای در مهرشهر کرج ساخت و آتلیه جدیدی در آن بنا کرد و تا کنون در آنجا زندگی و نقاشی می‌کند.
مسلمیان در طول زندگی هنری خود پیوسته نمایشگاه‌های انفرادی از آثارش در ایران و کشورهای دیگر از جمله آمریکا، آلمان، فرانسه، انگلستان، ارمنستان برگزار کرده‌است. آخرین نمایشگاه آثار او آبان ۱۳۹۶در تهران برگزار شد. وی در کنار نقاشی سخنرانی‌های متعددی در ارتباط با هنر نقاشی معاصر داشته‌است. مسلمیان به جز دانشگاه هنرهای زیبای تهران در دانشکده هنرهای دراماتیک، دانشگاه هنر و معماری دانشگاه آزاد اسلامی و مؤسسه تخصصی ماه مهر به تدریس مشغول بوده‌است.

## جوایز
- جایزه اول «بینال نقاشی پکن ۲۰۰۳»[۷][۲]
- جایزه اول نمایشگاه نخستین دوسالانه بین‌المللی نقاشی جهان اسلام ۱۳۷۹[۵]

## نمایشگاه‌های انفرادی
| ۱۸ خرداد ۶۶      | گالری سیحون             |
| ۱۰ شهریور ۶۷     | موزه هنرهای معاصر تهران |
| ۲۶ اردیبهشت ۶۹   | گالری سیحون             |
| بهار ۶۹          | گالری سیحون             |
| ۲۳ مهر ۷۰        | گالری سیحون             |
| ۱۹ دی ۷۱         | گالری سیحون             |
| ۲۳ اردیبهشت ۷۳   | منزل شخصی               |
| ۱۲ آبان ۷۴       | منزل شخصی               |
| ۱۲ اردیبهشت ۷۶   | منزل شخصی               |
| ۷ اردیبهشت ۸۲    | گالری برگ               |
| ۱۰ آبان ۸۵       | گالری الهه              |
| ۲۴ شهریور ۸۶     | گالری گلنار             |
| ۵ دی ۸۷          | گالری ماه مهر           |
| ۶ اردیبهشت ۹۲    | گالری بوم               |
| ۸ آذر ۹۵         | گالری ماه مهر           |
| ۵ آذر ۹۵         | نگارخانه هور            |
| ۱۴ مهر 96        | گالری ایرانشهر          |
| ۲۳ اردیبهشت ۱۴۰۱ | گالری ایرانشهر          |